# Piper barcoense
Piper barcoense är en pepparväxtart som beskrevs av Truman George Yuncker. Piper barcoense ingår i släktet Piper och familjen pepparväxter. Inga underarter finns listade i Catalogue of Life.